# Martin Ludwig
Martin Ludwig (Magonza, 8 aprile 1867 – Baltimora, 15 febbraio 1931) è stato un ginnasta e multiplista statunitense.

## Carriera
Ludwig partecipò ai Giochi olimpici di Saint Louis 1904 nelle gare di triathlon e ginnastica. Giunse settantatreesimo nel concorso generale individuale, centoseiesimo nel triathlon e quarantaseiesimo nel concorso a tre eventi.